# استثنائية جينية
الاستثنائية الجينية هي الاعتقاد بأن المعلومات الجينية خاصة وبالتالي يجب التعامل معها بشكل مختلف عن الأنواع الأخرى من البيانات الطبية أو غيرها من معلومات التعريف الشخصية.
على سبيل المثال، يمكن للمرضى الحصول على معلومات حول ضغط الدم دون إشراك أي مهنيين طبيين، ولكن للحصول على معلومات حول ملفهم الجيني قد يتطلب طلباً من الطبيب وجلسات استشارية باهظة الثمن. قُيِّدَ الكشف عن المعلومات الجينية للفرد أو معناها، مثل إخبار امرأة ذات شعر أحمر بأنها أكثر عرضة للإصابة بسرطان الجلد، قانونًا في بعض الأماكن، مثل تقديم المشورة الطبية.
وقد اتخذت المجالس التشريعية للولايات هذا النهج السياسي لحماية المعلومات الجينية للأفراد في الولايات المتحدة من الأفراد وأسرهم وأرباب عملهم والحكومة. ويستند هذا النهج إلى الحماية القائمة المطلوبة للمعلومات الصحية العامة التي توفرها قوانين مثل قانون قابلية التأمين الصحي للنقل والمساءلة.

## مناقشة الخبراء
هناك جدل مستمر حول ما إذا كان ينبغي اعتبار بعض المعلومات الجينية استثنائية أو متى. في بعض الحالات، قد تبرر القوة التنبؤية للمعلومات الوراثية (مثل خطر الإصابة بمرض مثل مرض هنتنغتون، وهو شديد الاختراق) اعتبارات خاصة للاستثنائية الجينية، حيث أن الأفراد المعرضين لخطر كبير لتطوير هذه الحالة قد يواجهون قدرًا معينًا من التمييز. ومع ذلك، بالنسبة لمعظم الحالات الصحية البشرية الشائعة، يلعب متغير جيني معين دورًا جزئيًا فقط، حيث يتفاعل مع المتغيرات الجينية الأخرى والتأثيرات البيئية ونمط الحياة للمساهمة في تطور المرض. في هذه الحالات، غالبًا ما يتم اعتبار المعلومات الجينية مشابهة للبيانات الطبية ونمط الحياة الأخرى، مثل حالة التدخين أو العمر أو المؤشرات الحيوية.

## روابط خارجية
"قوانين الخصوصية الجينية". المؤتمر الوطني للمجالس التشريعية للولايات. مارس 2008. مؤرشف من الأصل في 2002-09-20. يتضمن جدولًا موجًزا لكل ولاية على حدة حول قوانين الخصوصية الجينية، ولكن لا يتم تحديث المعلومات.